# Eugenia dinklagei
Eugenia dinklagei är en myrtenväxtart som beskrevs av Adolf Engler och Wilhelm Georg Baptist Alexander von Brehmer. Eugenia dinklagei ingår i släktet Eugenia och familjen myrtenväxter.
Artens utbredningsområde är Liberia. Inga underarter finns listade i Catalogue of Life.